# Arnepension
Arnepension (formellt danska Tidlig pension) är en rättighet i Danmark för de som varit en del av den danska arbetsmarknaden under minst 42 år att gå i pension tidigare än vanlig pensionsålder. Arnepensionen infördes med verkan från och med den 1 januari 2022.
Arnepensionen är en av fyra fall där en person kan gå i pension före vanlig pensionsålder. De andra tre fallen är förtidspension, seniorpension och efterlön. Förtidspension och seniorpension är båda diskretionära förmåner som beviljas från fall till fall, dvs. en läkare måste bedöma att personen i fråga har en väsentligt nedsatt arbetsförmåga. Efterlönen och Arnepensionen är däremot rättighetsbaserade system som beviljas personer som uppfyller de objektiva villkoren - i fallet med Arnepensionen främst ett tillräckligt antal år på arbetsmarknaden.

## Storlek och villkor
Hur många år en person kan få Arnepension beror på hur många år de har varit på arbetsmarknaden. 42 år på arbetsmarknaden ger rätt till pension ett år före den allmänna pensionsåldern, 43 år ger rätt till pension två år före och 44 år ger rätt till pension tre år före den allmänna pensionsåldern. Åldersgränsen för att få Arnepension är densamma som åldersgränsen för att beviljas förtidspension, men kriterierna för de två systemen är i övrigt olika. 
"Tillhörighet till arbetsmarknaden" omfattar tid som anställd eller i anställning och perioder med till exempel arbetslöshetsersättning, föräldrapenning och ledighetsersättning, men inte kontantförmåner. Obligatoriska praktikplatser med studielön räknas med i beräkningen.
Kravet på antal år på arbetsmarknaden beräknas från 16 års ålder fram till sex år före den allmänna pensionsåldern. Eftersom den allmänna pensionsåldern förväntas öka i framtiden på grund av indexeringsreglerna i Välfärdsavtalet, kommer även kravet att förändras över tid. År 2022 var månadsbeloppet för personer med Arnepension 13 740 DKK. Beloppet är skattepliktigt.

## Bakgrund
Införandet av förtidspension var resultatet av ett avtal som slöts av Mette Frederiksens regering och därmed Socialdemokratiet med Dansk Folkeparti, Socialistisk Folkeparti och Enhedslisten i oktober 2020. På förhand beräknades att 56 000 personer skulle ha rätt till Arnepension inom några år (2025), men långt ifrån alla förväntades utnyttja sin rätt. Det beräknades att cirka 80% av de berättigade skulle vara kvalificerade och okvalificerade arbetare. De extra kostnaderna för systemet, när det är fullt infasat efter tre år, beräknades uppgå till cirka 3,5 miljarder DKK årligen. Enligt överenskommelsen ska systemet finansieras genom ett antal olika åtgärder, varav en särskild skatt på finanssektorn och en minskning av de kommunala sysselsättningsinsatserna är de två viktigaste.
Arnepensionen var ett viktigt vallöfte i Socialdemokratiets kampanj inför folketingsvalet 2019. Den 59-årige sydjylländske bryggeriarbetaren Arne Juhl användes flitigt i partiets valmaterial som en symbol för människor med lång arbetslivserfarenhet som inte var berättigade till andra alternativ för att dra sig tillbaka från arbetsmarknaden med en offentlig förmån. Därav att pensionen ofta kallas "Arnepension".